# Championnats du monde d'athlétisme 1983
Navigation
Les 1ers championnats du monde d'athlétisme se sont tenus du 7 au 14 août 1983 (mais sans compétition le jeudi 11 août) au Stade olympique d'Helsinki, en Finlande. 1 333 athlètes issus de 153 nations ont pris part aux 41 épreuves du programme (24 chez les hommes et 17 chez les femmes). Le temps est estival du dimanche 7 au mercredi 10 août mais se dégrade fortement le vendredi 12 août avec de la pluie, du vent et de la fraîcheur automnale.

## Faits marquants
Sur l'ensemble de la compétition, l'Allemagne de l'Est, les États-Unis et l'Union soviétique représentent à eux seuls 59 % des titres attribués, 56 % des médailles et 54 % des points à la place (placing table). Chez les hommes, les États-Unis dominent avec 6 titres, 18 médailles et 164 points à la place, l'Union soviétique est deuxième avec 4 titres, 11 médailles et 107 points. Chez les femmes, l'Allemagne de l'Est est première avec 8 titres, 15 médailles et 134 points, l'Union soviétique est deuxième avec 2 titres, 12 médailles et 123 points.
Heike Daute (Drechsler) au saut en longueur, est la médaillée d'or la plus jeune, à pas encore 19 ans. La plus âgée est Helena Fibingerova (Tchécoslovaquie) remportant le concours du poids à 34 ans. Sergueï Bubka (Union soviétique) gagne à 19 ans le premier de ses 6 titres consécutifs au saut à la perche.
4 athlètes marquent ces championnats en remportant au moins 3 médailles : Marita Koch (Allemagne de l'Est) avec 3 or et 1 argent, Carl Lewis (États-Unis) avec 3 or, Calvin Smith (États-Unis) et Jarmila Kratochvilovà (Tchécoslovaquie) avec 2 or et 1 argent.
Pendant ces premiers championnats du monde, deux records du monde sont battus : le relais des États-Unis est devenu champion du monde du 4 × 100 mètres masculin en 37 s 86, et la Tchécoslovaque Jarmila Kratochvílová a couru son 400 mètres victorieux en 47 s 99.
Il n'y a pas eu d'athlète contrôlé positif au dopage lors de ces championnats, déclassé de façon rétroactive et de record remis en cause.

## Résultats

### Hommes
| Épreuves                  | Or | Argent                                                                                      | Bronze                                                                                     |
| ------------------------- | --- | ------------------------------------------------------------------------------------------- | ------------------------------------------------------------------------------------------ |
| 100 m détails             | Carl Lewis 10 s 07 (RC)                                                                               | Calvin Smith 10 s 21                                                                        | Emmit King 10 s 24                                                                         |
| 200 m détails             | Calvin Smith 20 s 14 (RC)                                                                             | Elliott Quow 20 s 41                                                                        | Pietro Mennea 20 s 51                                                                      |
| 400 m détails             | Bert Cameron 45 s 05 (RC)                                                                             | Michael Franks 45 s 22                                                                      | Sunder Nix 45 s 24                                                                         |
| 800 m détails             | Willi Wülbeck 1 min 43 s 65 (RC)                                                                      | Rob Druppers 1 min 44 s 20                                                                  | Joaquim Cruz 1 min 44 s 27                                                                 |
| 1 500 m détails           | Steve Cram 3 min 41 s 59                                                                              | Steve Scott 3 min 41 s 87                                                                   | Saïd Aouita 3 min 42 s 02                                                                  |
| 5 000 m détails           | Eamonn Coghlan 13 min 28 s 53 (RC)                                                                    | Werner Schildhauer 13 min 30 s 20                                                           | Martti Vainio 13 min 30 s 34                                                               |
| 10 000 m détails          | Alberto Cova 28 min 1 s 04                                                                            | Werner Schildhauer 28 min 1 s 18                                                            | Hansjörg Kunze 28 min 1 s 26                                                               |
| Marathon détails          | Robert de Castella 2 h 10 min 3 s                                                                     | Kebede Balcha 2 h 10 min 27 s                                                               | Waldemar Cierpinski 2 h 10 min 37 s                                                        |
| 110 m haies détails       | Greg Foster 13 s 42                                                                                   | Arto Bryggare 13 s 46                                                                       | Willie Gault 13 s 48                                                                       |
| 400 m haies détails       | Edwin Moses 47 s 50 (RC)                                                                              | Harald Schmid 48 s 61                                                                       | Aleksandr Kharlov 49 s 03                                                                  |
| 3 000 m steeple détails   | Patriz Ilg 8 min 15 s 06 (RC)                                                                         | Bogusław Mamiński 8 min 17 s 03                                                             | Colin Reitz 8 min 17 s 75                                                                  |
| 20 km marche détails      | Ernesto Canto 1 h 20 min 49 s (RC)                                                                    | Jozef Pribilinec 1 h 20 min 59 s                                                            | Yevgeniy Yevsyukov 1 h 21 min 8 s                                                          |
| 50 km marche détails      | Ronald Weigel 3 h 43 min 8 s (RC)                                                                     | José Marín 3 h 43 min 42 s                                                                  | Sergey Yung 3 h 49 min 3 s                                                                 |
| 4 × 100 m détails         | États-Unis Emmit King Willie Gault Calvin Smith Carl Lewis 37 s 86 (RM)                               | Italie Stefano Tilli Carlo Simionato Pierfrancesco Pavoni Pietro Mennea 38 s 37             | Union soviétique Andreï Prokofiev Nikolay Sidorov Vladimir Muravyov Viktor Bryzhin 38 s 41 |
| 4 × 400 m détails         | Union soviétique Sergey Lovachov Aliaksandr Trashchyla Nikolay Chernetskiy Viktor Markin 3 min 0 s 79 | Allemagne de l'Ouest Erwin Skamrahl Jörg Vaihinger Harald Schmid Hartmut Weber 3 min 1 s 83 | Grande-Bretagne Ainsley Bennett Garry Cook Todd Bennett Philip Brown 3 min 3 s 53          |
| Saut en longueur détails  | Carl Lewis 8,55 m (RC)                                                                                | Jason Grimes 8,29 m                                                                         | Mike Conley 8,12 m                                                                         |
| Triple saut détails       | Zdzisław Hoffmann 17,42 m (RC)                                                                        | Willie Banks 17,18 m                                                                        | Ajayi Agbebaku 17,18 m                                                                     |
| Saut en hauteur détails   | Hennadiy Avdyeyenko 2,32 m (RC)                                                                       | Tyke Peacock 2,32 m (RC)                                                                    | Zhu Jianhua 2,29 m                                                                         |
| Saut à la perche détails  | Sergueï Bubka 5,70 m (RC)                                                                             | Konstantin Volkov 5,60 m                                                                    | Atanas Tarev 5,60 m                                                                        |
| Lancer du poids détails   | Edward Sarul 21,39 m (RC)                                                                             | Ulf Timmermann 21,16 m                                                                      | Remigius Machura 20,98 m                                                                   |
| Lancer du disque détails  | Imrich Bugár 67,72 m (RC)                                                                             | Luis Delís 67,36 m                                                                          | Géjza Valent 66,08 m                                                                       |
| Lancer du marteau détails | Sergey Litvinov 82,68 m (RC)                                                                          | Youri Sedykh 80,94 m                                                                        | Zdzisław Kwaśny 79,42 m                                                                    |
| Lancer du javelot détails | Detlef Michel 89,48 m                                                                                 | Tom Petranoff 85,60 m                                                                       | Dainis Kūla 85,58 m                                                                        |
| Décathlon détails         | Daley Thompson 8 666 pts (RC)                                                                         | Jürgen Hingsen 8 561 pts                                                                    | Siegfried Wentz 8 478 pts                                                                  |

### Femmes
| Épreuves                  | Or | Argent | Bronze                                                                                                 |
| ------------------------- | --- | --- | --- |
| 100 m détails             | Marlies Göhr 10 s 97                                                                                     | Marita Koch 11 s 02 | Diane Williams 11 s 06                                                                                 |
| 200 m détails             | Marita Koch 22 s 13                                                                                      | Merlene Ottey 22 s 19                                                                                                  | Kathy Smallwood-Cook 22 s 37                                                                           |
| 400 m détails             | Jarmila Kratochvilova 47 s 99 (RM)                                                                       | Taťána Kocembová 48 s 59                                                                                               | Mariya Pinigina 49 s 19                                                                                |
| 800 m détails             | Jarmila Kratochvilova 1 min 54 s 68                                                                      | Lyubov Gurina 1 min 56 s 11                                                                                            | Yekaterina Podkopayeva 1 min 57 s 58                                                                   |
| 1 500 m détails           | Mary Slaney 4 min 0 s 90                                                                                 | Zamira Zaytseva 4 min 1 s 19                                                                                           | Yekaterina Podkopayeva 4 min 2 s 25                                                                    |
| 3 000 m détails           | Mary Slaney 8 min 34 s 62                                                                                | Brigitte Kraus 8 min 35 s 11                                                                                           | Tatyana Kazankina 8 min 35 s 13                                                                        |
| Marathon détails          | Grete Waitz 2 h 28 min 9 s                                                                               | Marianne Dickerson 2 h 31 min 9 s                                                                                      | Raisa Katyukova-Smekhnova 2 h 31 min 13 s                                                              |
| 100 m haies détails       | Bettine Jahn 12 s 35                                                                                     | Kerstin Knabe 12 s 42                                                                                                  | Ginka Zagorcheva 12 s 62                                                                               |
| 400 m haies détails       | Yekaterina Fesenko 54 s 14                                                                               | Ana Ambrazienė 54 s 15                                                                                                 | Ellen Fiedler 54 s 55                                                                                  |
| 4 × 100 m détails         | Allemagne de l'Est Silke Gladisch-Möller Marita Koch Ingrid Auerswald-Lange Marlies Oelsner-Göhr 41 s 76 | Grande-Bretagne Joan Baptiste Kathy Smallwood-Cook Beverley Goddard-Callender Shirley Thomas 42 s 71                   | Jamaïque Leleith Hodges Jacqueline Pusey Juliet Cuthbert Merlene Ottey 42 s 73                         |
| 4 × 400 m détails         | Allemagne de l'Est Kerstin Walther Sabine Busch Marita Koch Dagmar Rübsam-Neubauer 3 min 19 s 73         | Tchécoslovaquie Taťána Kocembová Milena Matějkovičová-Strnadová Zuzana Moravčíková Jarmila Kratochvílová 3 min 20 s 32 | Union soviétique Yelena Korban Marina Ivanova-Kharlamova Irina Baskakova Mariya Pinigina 3 min 21 s 16 |
| Saut en longueur détails  | Heike Daute 7,27 m                                                                                       | Anișoara Cușmir 7,15 m                                                                                                 | Carol Lewis 7,04 m                                                                                     |
| Saut en hauteur détails   | Tamara Bykova 2,01 m                                                                                     | Ulrike Meyfarth 1,99 m                                                                                                 | Louise Ritter 1,95 m                                                                                   |
| Lancer du poids détails   | Helena Fibingerova 21,05 m                                                                               | Helma Knorscheidt 20,70 m                                                                                              | Ilona Slupianek-Briesenick 20,56 m                                                                     |
| Lancer du disque détails  | Martina Opitz-Hellmann 68,94 m                                                                           | Galina Murashova 67,44 m                                                                                               | Maria Vergova-Petkova 66,44 m                                                                          |
| Lancer du javelot détails | Tiina Lillak 70,82 m                                                                                     | Fatima Whitbread 69,14 m                                                                                               | Ánna Veroúli 65,72 m                                                                                   |
| Heptathlon détails        | Ramona Neubert 6 714 pts                                                                                 | Sabine Paetz-John 6 662 pts                                                                                            | Anke Vater-Behmer 6 532 pts                                                                            |

## Tableau des médailles
| Rang | Nation               | Or | Argent | Bronze | Total |
| ---- | -------------------- | -- | ------ | ------ | ----- |
| 1    | Allemagne de l'Est   | 10 | 7      | 5      | 22    |
| 2    | États-Unis           | 8  | 9      | 7      | 24    |
| 3    | Union soviétique     | 6  | 6      | 11     | 23    |
| 4    | Tchécoslovaquie      | 4  | 3      | 2      | 9     |
| 5    | Allemagne de l'Ouest | 2  | 5      | 1      | 8     |
| 6    | Grande-Bretagne      | 2  | 2      | 3      | 7     |
| 7    | Pologne              | 2  | 1      | 1      | 4     |
| 8    | Finlande             | 1  | 1      | 1      | 3     |
|      | Italie               | 1  | 1      | 1      | 3     |
|      | Jamaïque             | 1  | 1      | 1      | 3     |
| 11   | Australie            | 1  | -      | -      | 1     |
|      | Irlande              | 1  | -      | -      | 1     |
|      | Mexique              | 1  | -      | -      | 1     |
|      | Norvège              | 1  | -      | -      | 1     |
| 15   | Cuba                 | -  | 1      | -      | 1     |
|      | Espagne              | -  | 1      | -      | 1     |
|      | Éthiopie             | -  | 1      | -      | 1     |
|      | Pays-Bas             | -  | 1      | -      | 1     |
|      | Roumanie             | -  | 1      | -      | 1     |
| 20   | Bulgarie             | -  | -      | 3      | 3     |
| 21   | Brésil               | -  | -      | 1      | 1     |
|      | Chine                | -  | -      | 1      | 1     |
|      | Grèce                | -  | -      | 1      | 1     |
|      | Maroc                | -  | -      | 1      | 1     |
|      | Nigeria              | -  | -      | 1      | 1     |
|      |                      | 41 | 41     | 41     | 123   |

## Sources
1. ↑  (en) « IAAF Statistic book », sur iaaf.org, juillet 2013, p. 16 et 17 (consulté le 7 août 2013)

- (en) Résultats par épreuve des Championnats du monde de 1983 sur le site de l'IAAF
- (en) Historique des championnats du monde d'athlétisme sur IAAF Statistics Handbook (version 2017), site de l'Association internationale des fédérations d'athlétisme